# Steam (East 17-album)
A Steam című album az angol fiúcsapat East 17 1994 október 13-án megjelent 2. stúdióalbuma, melyről 5 dalt jelentettek meg kislemezen. Top 10-es sláger volt az Around The World, mely 3. helyezést ért el az angol kislemezlistán. A Steam 7., a Let It Rain a 10. helyezést érte el, valamint első helyezett volt a Stay Another Day, mely egyben karácsonyi daluk is volt.
Az Egyesült Államok beli megjelenésen az előző album kislemezei is helyet kaptak, úgy mint a House Of Love, Deep, és az It's Alright is.
Az album 2-szeres platina státuszt kapott az Egyesült Királyságban.

## Megjelenések
CD  London Records – 422-828 586-2
- 1	Steam - 3:20 Backing Vocals – East 17, Tee Green, Engineer – Ollie J., Engineer [Assistant] – Matt Rowebottom, Performer [Additional Musician] – Ian Curnow, Producer [Additional Production By], Mixed By – Phil Harding & Ian Curnow, Rob Kean, Producer [Produced By] – Richard Stannard, Written-By – Rowebottom, Stannard
- 2	Hold My Body Tight - 3:36 Backing Vocals – East 17, Tee Green, Engineer – Phil Harding Engineer [Assistant] – Julian Gallagher, Mixed By, Producer [Produced By] – Phil Harding & Ian Curnow, Producer [Produced By] – Rob Kean, Written-By – Rowebottom*, Stannard
- 3	Deep - 3:57 Mixed By – Curnow/Harding, Producer [Produced By] – Phil Harding & Ian Curnow, Robin Goodfellow
- 4	House Of Love - 4.38 Producer [Additional Production By] – Phil Harding & Ian Curnow, Producer [Produced By] – Robin Goodfellow
- 5	Stay Another Day - 3:55 Backing Vocals – East 17, Tee Green, Engineer – Dillon Gallagher, Phil Harding, Engineer [Assistant] – Julian Gallagher, Mixed By, Producer [Produced By] – Phil Harding & Ian Curnow, Performer [Additional Musician] – Dominic Hawken, Ian Curnow, Written-By – Hawken, Kean
- 6	It's Alright - 4:41 Producer [Produced By] – Neil Stainton
- 7	Around The World - 4:37 Backing Vocals – East 17, Tee Green, Engineer – Pete Frith, Engineer [Assistant] – Matt Rowebottom, Mixed By – Ollie J., Performer [Additional Musician] – Dominic Hawken, Ian Curnow, Producer [Produced By] – Richard Stannard, Written-By – Harvey, Rowebottom, Stannard
- 8	Let It Rain - 3:31 Backing Vocals – East 17, Tee Green, Engineer – Dillon Gallagher, Phil Harding, Engineer [Assistant] – Julian Gallagher, Mixed By, Producer [Produced By] – Phil Harding & Ian Curnow, Rob Kean, Performer [Additional Musician] – Dominic Hawken, Ian Curnow, Written-By – Harding/Curnow, Kean
- 9	Be There - 3:49 Backing Vocals – East 17, Tee Green, Engineer – Phil Harding, Engineer [Assistant] – Julian Gallagher, Mixed By, Producer [Produced By] – Phil Harding & Ian Curnow, Rob Kean, Performer [Additional Musician] – Dominic Hawken, Ian Curnow, Written-By – Hawken, Kean
- 10	Let It All Go - 4:14 Backing Vocals – East 17, Engineer – Dillon Gallagher, Phil Harding, Engineer [Assistant] – Julian Gallagher, Mixed By, Producer [Produced By] – Phil Harding & Ian Curnow, Performer [Additional Musician] – Dominic Hawken, Ian Curnow, Written-By – Hawken, Kean, Coldwell
- 11	Set Me Free - 4:45 Backing Vocals – East 17, Tee Green, Engineer – Dillon Gallagher, Phil Harding, Engineer [Assistant] – Julian Gallagher, Mixed By, Producer [Produced By] – Phil Harding & Ian Curnow, Rob Kean, Performer [Additional Musician] – Dominic Hawken, Ian Curnow
- 12	Hold My Body Tight (Danny Tenaglia Edit) - 3:45 Edited By – Matthias Heilbronn, Engineer [Remix Engineer] – Dana Vlcek, Keyboards [Additional Keyboards By] – Eddie Montilla, Percussion [Additional Percussion] – John Ciafone, Producer [Additional Production By], Remix [Remix By] – Danny Tenaglia, Written-By – Rowebottom, Stannard